# Menigratopsis svennilssoni
Menigratopsis svennilssoni is een vlokreeftensoort uit de familie van de Uristidae. De wetenschappelijke naam van de soort is voor het eerst geldig gepubliceerd in 1945 door Dahl.